# Pipit de la Puna
Anthus brevirostris
Espèce
Statut de conservation UICN

LC : Préoccupation mineure
Le Pipit de la Puna (Anthus brevirostris) est une espèce de passereaux de la famille des Motacillidae.

## Répartition
Cet oiseau est présent en Amérique du Sud.

## Description
Dans sa publication de 1875, Władysław Taczanowski indique que cette espèce mesure 16 cm et que son dos est couleur fauve tacheté de brun. Sa gorge et son ventre sont blancs, son poitrail blanc maculé de grosses flammèches brunes triangulaires. Ses flancs sont fauves, striés de brun.

## Systématique
Le nom valide complet (avec auteur) de ce taxon est Anthus brevirostris Taczanowski, 1875,.

## Publication originale
- L. Taczanowski, « Liste des Oiseaux recueillis par M. Constantin Jelskidans la partie centrale du Pérou occidental », Proceedings of the Zoological Society of London, Londres, ZSL, vol. 42, no 1,‎ 1874, p. 501–565 (ISSN 0370-2774, OCLC 1779524, BNF 32843178, DOI 10.1111/J.1096-3642.1874.TB02510.X, lire en ligne).